# 71-911
71-911 «City Star»; в модификации 71-911ЕМ «Львёнок» — российский пассажирский моторный четырёхосный четырёхдверный односторонний низкопольный трамвайный вагон, созданный ООО «ПК Транспортные системы» на мощностях Тверского вагоностроительного завода. Производство модификации 71-911ЕМ также осуществляется на НЗЭТ в Санкт-Петербурге и в декабре 2020 года начато в Энгельсе в цехах бывшей ТролЗы.
Первый в СНГ односекционный трамвайный вагон со стопроцентно низким уровнем пола. Является аналогом проектного полностью низкопольного вагона 71-625, который планировал выпускать УКВЗ.

## История создания
Впервые о работе российских конструкторов над принципиально новой моделью трамвайного вагона с полностью низким уровнем пола стало известно в начале 2000-х годов, когда были оглашены планы Усть-Катавского вагоностроительного завода начать с сентября 2002 года серийное производство не имеющего аналогов в СНГ нового низкопольного трамвайного вагона 71-625. Однако в связи с рядом причин, планы УКВЗ не были осуществлены в планируемые сроки. Вернуться к разработке и проектированию данной модели конструкторскому отделу завода удалось лишь в 2013 году.
В октябре 2013 года на базе нижнекамского предприятия «Горэлектротранспорт» представителями Торгового дома Усть-Катавского вагоностроительного завода была проведена презентация новых трамвайных тележек, на основе которых УКВЗ планировал приступить к строительству полностью низкопольного одиночного трамвайного вагона.
Однако в начале 2014 года УКВЗ разорвал отношения со своим Торговым домом, которому и принадлежали права на тележку для нового вагона. В дальнейшем один из учредителей ТД УКВЗ, вышедших из состава фирмы, организовал компанию ПК «Транспортные системы», пригласил главного конструктора УКВЗ и выкупил конструкторскую документацию на тележку у ТД УКВЗ, создав на мощностях Тверского вагоностроительного завода аналог вагона 71-625, получившего индекс 71-911.
Совокупный объём инвестиций в научно-исследовательские и опытно-конструкторские разработки по созданию двух опытных образцов трамвайных вагонов со 100%-но низким уровнем пола — односекционного четырёхосного вагона 71-911 и трёхсекционного шестиосного вагона 71-931, — составил 10 млн евро.
Вагон на 80 процентов состоит из российских деталей. Из импортного оборудования — финские двери, чешский двигатель, австрийский редуктор. Остальное — российское, поставляемое двадцатью компаниями; в их числе «Красноярские машиностроительные компоненты» (алюминиевые профили интерьера салона), фирма «Парус» (электромеханические тормоза), ГК «Канопус» (комплект электрооборудования), «Урал Полимер» (полимерные детали экстерьера и интерьер кабины водителя), «Этна» (система климат-контроля), «Техника транспорта» (кондиционер салона).

### Модификации
- 71-911E — «Сити Стар» колея 1435 мм (для Ростова-на-Дону)
- 71-911ЕМ «Львёнок» — колея 1524 мм, модернизированный

### Выпуск
Данные по выпуску вагонов 71-911, 911Е и 911ЕМ по годам приведены в таблице:
| Год выпуска | Модель   | Количество вагонов | Зав. номера |
| ----------- | -------- | ------------------ | ----------- |
| 2014        | 71-911   | 1                  | 1           |
| 2015        | 71-911   | 7                  | 2—8         |
| 2016        | 71-911Е  | 17                 | 2—18        |
| 2017        | 71-911Е  | 13                 | 19—31       |
| 2018        | 71-911ЕМ | 1                  | 1           |
| 2019        | 71-911ЕМ | 15                 | 2—16        |
| 2019        | 71-911   | 13                 | 9, 17—21    |
| 2020        | 71-911ЕМ | 63                 | 17—79       |
| 2021        | 71-911ЕМ | 80                 | 80—159      |
| 2022        | 71-911ЕМ | 19                 | 160—178     |
| 2023        | 71-911ЕМ | 64                 | 179—242     |
| 2024        | 71-911ЕМ | 108                | 243—350     |
| 2025        | 71-911ЕМ | 19                 | 351—369     |
| Всего       | 71-911   | 21                 | 1—9, 17—21  |
| Всего       | 71-911Е  | 30                 | 2—31        |
| Всего       | 71-911ЕМ | 369                | 1—369       |

## Конструкция
Трамвай имеет модульную конструкцию, что позволяет разработать на его базе целое семейство трамвайных вагонов различной вместимости и длины. В основе трамвайного вагона находится запатентованная конструкция трамвайной тележки, которая, благодаря своей эластичности, является менее требовательной к состоянию рельсового пути, что повышает плавность хода, снижает шумность при движении трамвая и улучшает комфорт в салоне.

### Тележка
На трамваях ООО «ПК Транспортные системы» применяются низкопольные тележки с использованием традиционных колёсных пар. Для увеличения ширины низкопольного прохода над тележкой буксы вынесены наружу, редуктор установлен максимально близко к колесу, а дисковый тормоз — на валу двигателя. Тележки имеют две ступени подвешивания — надбуксовое и центральное, с применением спиральных пружин и резинометаллических упругих элементов. Двигатель с редуктором соединён посредством эластичной муфты. На трамвае 71-911 обе тележки — поворотные.

### Интерьер

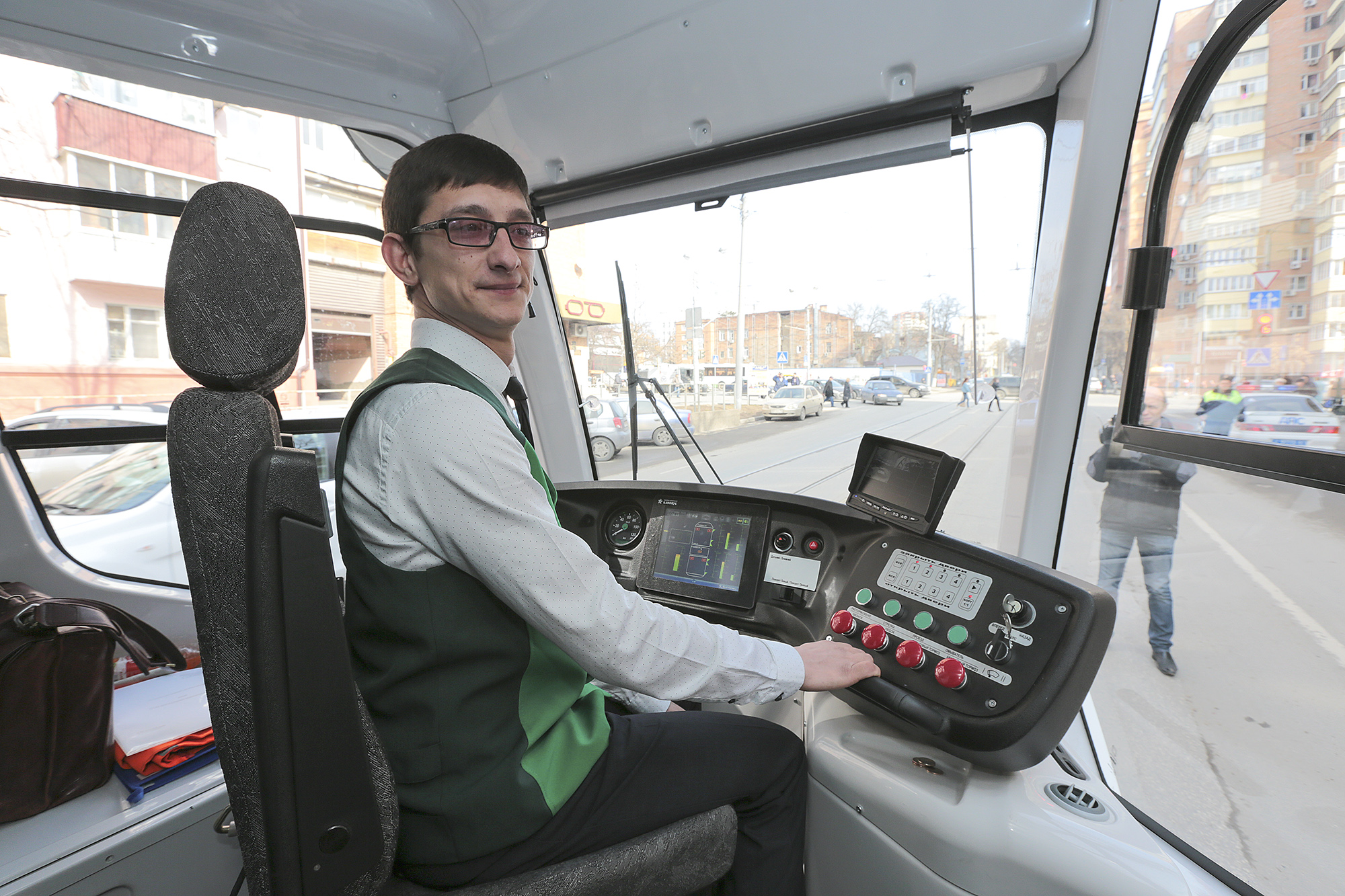
Кабина водителя трамвая 71-911Е
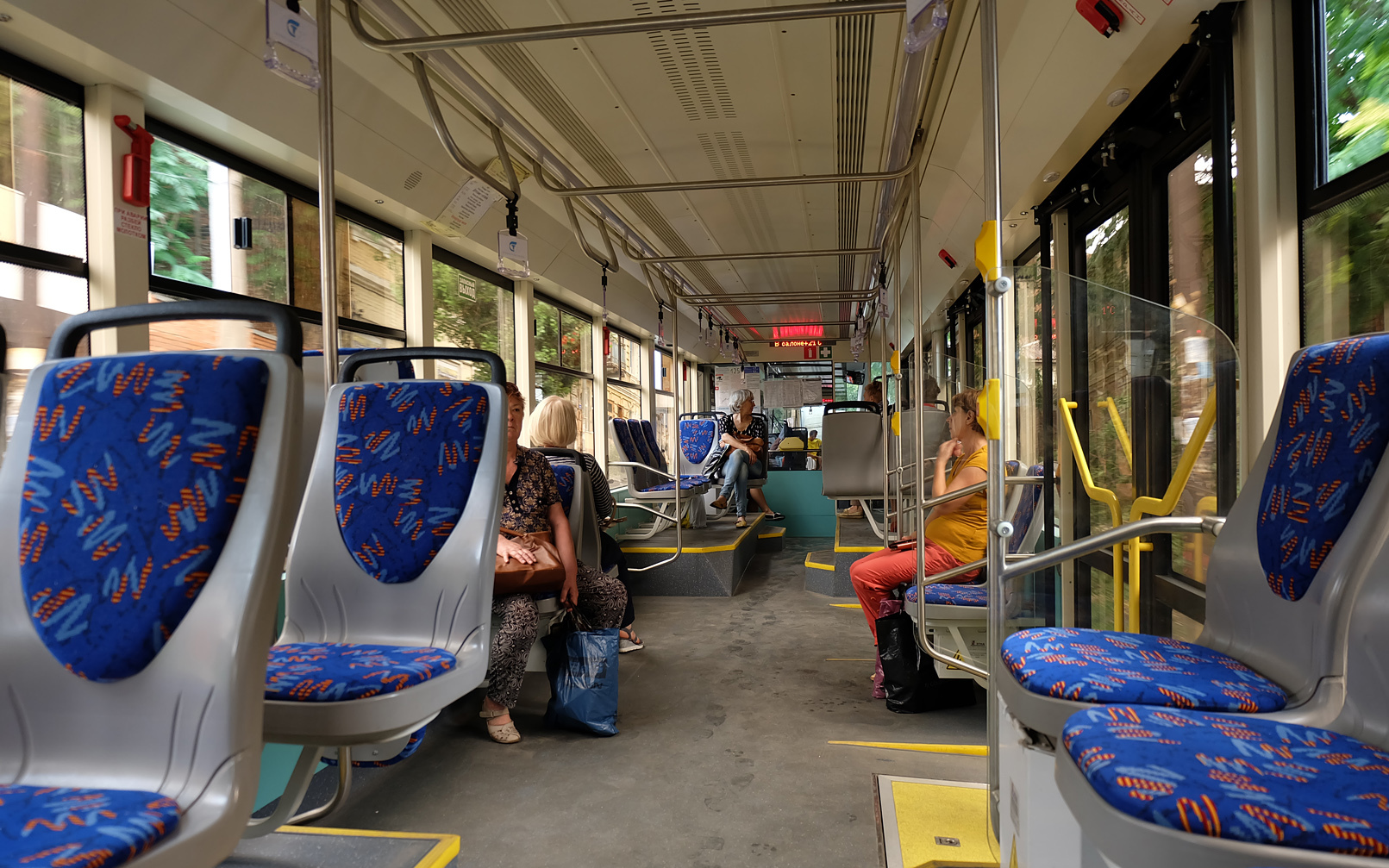
Салон низкопольного трамвая 71-911E

## Испытания

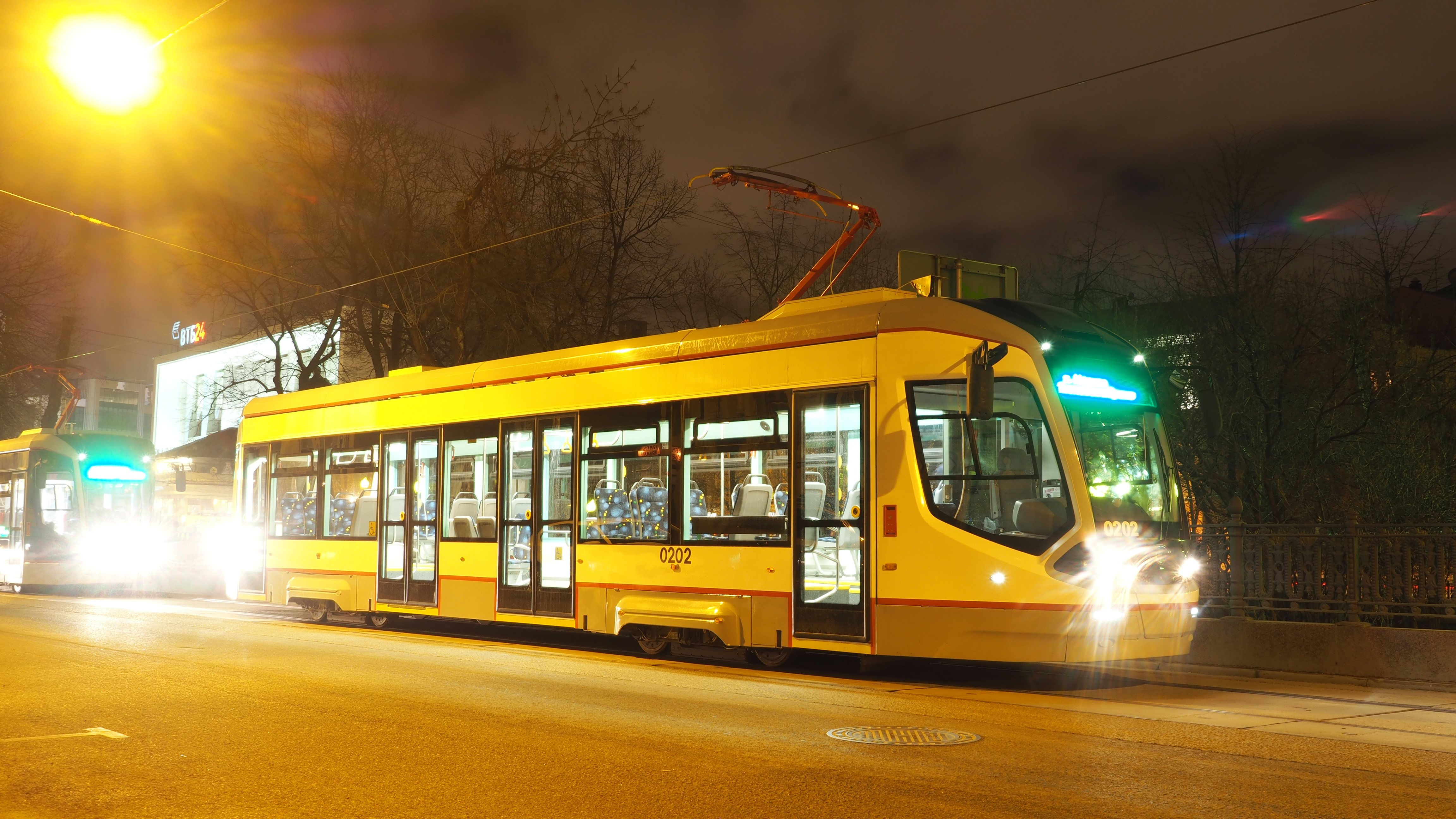
71-911 на испытаниях в Москве

В конце июня 2014 года трамвайный вагон поступил на испытания в Московское депо имени Баумана, где получил бортовой номер 0202. Вагону предстояло пройти межведомственную комиссию и сертификацию. После окончания испытаний планировалось начало эксплуатации данного вагона с пассажирами в Москве. Однако на баланс ГУП «Мосгортранс» данный вагон так и не был принят и не был введён в эксплуатацию на московские трамвайные рельсы, после этого опытный вагон вернулся в Тверь. 28 октября 2014 года вагон модели 71-911 получил акт межведомственной комиссии, разрешающий его запуск в серийное производство.
4 марта 2015 года второй трамвай этой модели поступил на заводскую обкатку в трамвайное депо № 2 города Твери, получив номер 002. 12 марта вагон был отправлен обратно на завод, однако летом этого же года вновь поступил в трамвайное депо № 2 города Твери, но уже на постоянной основе.
В 2018 71-911ЕМ был на испытаниях в Перми, местные жители оценили бесшумность трамвая, плавный ход, безопасность, системы климат контроля и другое. Позже в 2019—2020 МУП «Пермгорэлектротранс» закупил восемь таких трамваев.

## 71-911ЕМ «Львёнок»

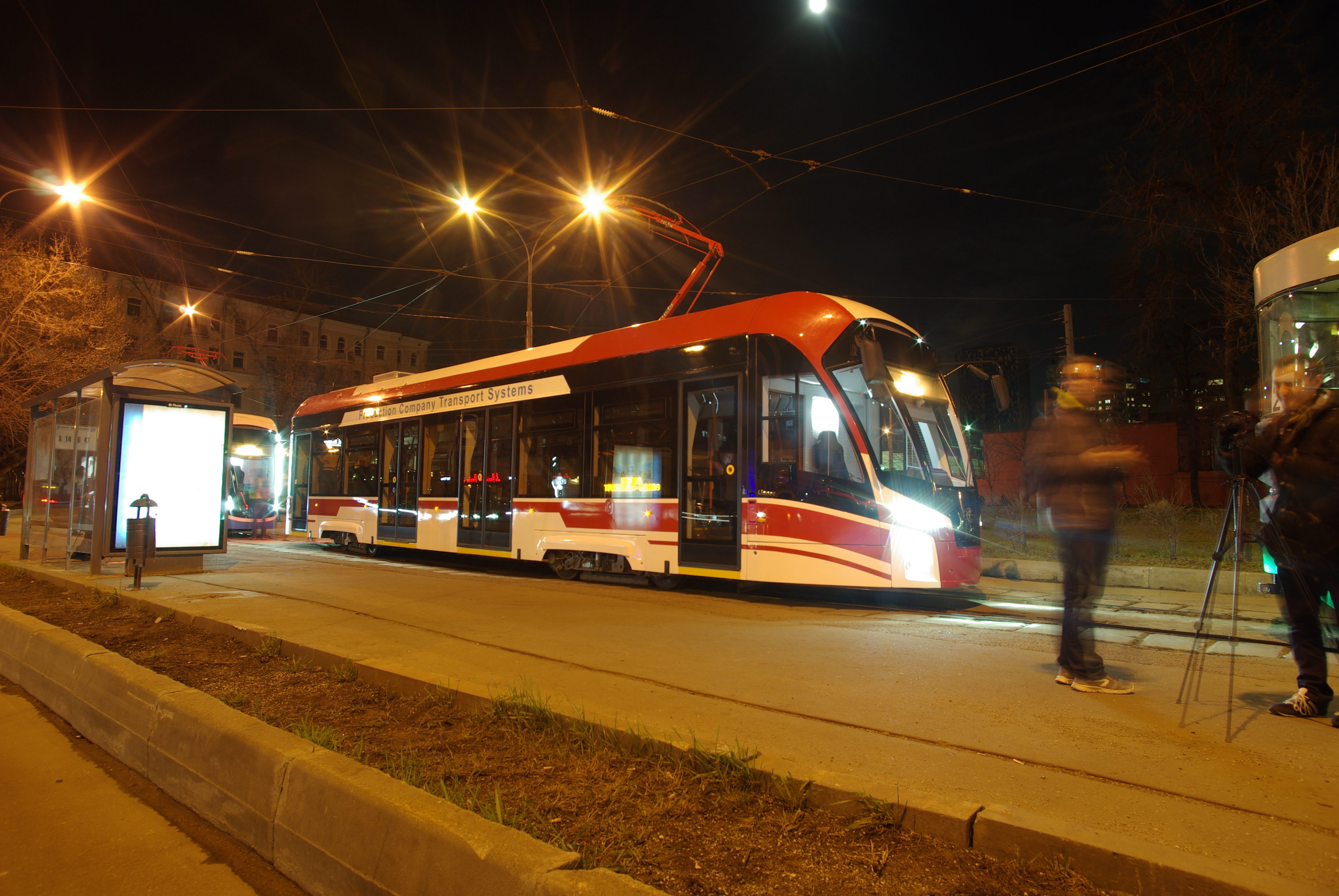
71-911ЕМ «Львёнок»

Трамвайный вагон «Львёнок» — полностью переработанная версия хорошо зарекомендовавшего себя трамвайного вагона 71-911. В основе новой машины — уникальная низкопольная, поворотная, эластичная тележка собственной разработки и производства.
Кабина водителя обеспечивает максимальную обзорность и высокую эргономичность водительского места; кроме того, в трамвайном вагоне предусмотрены интерактивное управление, наружная система видеоконтроля зон посадки-высадки пассажиров и мониторинга дорожной ситуации, дополнительные элементы пассивной безопасности рабочего места водителя, системы активной и пассивной помощи водителю при управлении трамвайным вагоном.
«Львёнок» — современный, энергоэффективный, экологичный и элегантный городской трамвайный вагон нового поколения.

### Характеристики
- Длина, мм — 16700
- Ширина, мм — 2500 ± 50
- Количество мест для сидения — 34
- Пассажировместимость — 111—155

## Эксплуатация
По состоянию на июнь 2024 года трамваи City Star и Львёнок эксплуатируются в следующих городах:
| Страна | Город                        | Компания-эксплуатант                                | Тип      | Годы выпуска | Количество | Заказано | Примечания |
| ------ | ---------------------------- | --------------------------------------------------- | -------- | ------------ | ---------- | -------- | --- |
| Россия | Волгоград                    | АО «Электротранспорт плюс»                          | 71-911ЕМ | 2024         | 50         |          | 26 вагонов поставленых в депо скоростного трамвая отличительной особенностью этих вагонов является возможность работы по СМЕ и наличие АЛС-АРС. |
| Россия | Екатеринбург — Верхняя Пышма | ООО «Верхнепышминский трамвай» ЕМУП «Гортранс»      | 71-911ЕМ | 2022 2024    | 12         |          | В 2022 году 11 вагонов приобрёло ООО «Верхнепышминский трамвай» для выполнения условий концессии. В 2024 году, ещё один вагон приобрело ЕМУП «Гортранс», которое в 2025 году планирует продолжить закупку этой модели. Сроки и количество не уточняются. |
| Россия | Курск                        | ГУПКО «Курскэлектротранс»                           | 71-911ЕМ | 2023         | 12         | 71       | В 2023 году осуществлена поставка 8 новых вагонов, а в 2024 поставлено 4, ожидается ещё 10. В период 2025—2027 года ожидается поставка некоторого количества трамваев 71-911ЕМ в рамках второго этапа концессии.                                         |
| Россия | Ижевск                       | МУП «ИжГорЭлектроТранс»                             | 71-911ЕМ | 2020         | 16         |          | |
| Россия | Казань                       | МУП «Метроэлектротранс»                             | 71-911   | 2019         | 5          |          | |
| Россия | Красноярск                   | МП «Городской транспорт»                            | 71-911EM | 2021         | 25         |          | |
| Россия | Москва                       | Трамвайное управление ГУП «Московский метрополитен» | 71-911EM | 2021         | 40         |          | |
| Россия | Новотроицк                   | МУП «Новгортранс»                                   | 71-911EM | 2023–2024    | 13         |          | |
| Россия | Пермь                        | МУП «Пермгорэлектротранс»                           | 71-911ЕМ | 2019–2024    | 56         | 11       | |
| Россия | Ростов-на-Дону               | МУП «РТК»                                           | 71-911E  | 2016–2017    | 30         |          | |
| Россия | Саратов                      | МУПП «Саратовгорэлектротранс»                       | 71-911ЕМ | 2024         | 5          | 5        | |
| Россия | Тверь                        | МУП «ПАТП-1»                                        | 71-911   | 2014–2015    | 8          |          | Фактическая эксплуатация прекращена в 2018 году в связи с закрытием движения; планы по дальнейшей передаче вагонов или их списанию неизвестны. |
| Россия | Тула                         | МКП «Тулгорэлектротранс»                            | 71-911ЕМ | 2023–2024    | 22         |          | |
| Россия | Улан-Удэ                     | МУП «Управление трамвая»                            | 71-911ЕМ | 2019         | 15         |          | |
| Россия | Ульяновск                    | МУП «Ульяновскэлектротранс»                         | 71-911ЕМ | 2020         | 29         |          | |
| Россия | Череповец                    | МУП «Электротранс»                                  | 71-911ЕМ | 2021–2023    | 27         |          | |
| Россия | Самара                       | МП ТТУ г. о. Самара                                 | 71-911ЕМ | 2025         | 19         |          | |
| Россия | Санкт-Петербург              | СПб ГУП «Горэлектротранс»                           | 71-911ЕМ | 2025         | 5          |          | |
| Латвия | Даугавпилс                   | Daugavpils satiksme                                 | 71-911   | 2019         | 8          |          | |
| Всего  |                              |                                                     |          |              | 353        | 21       | |

## Галерея

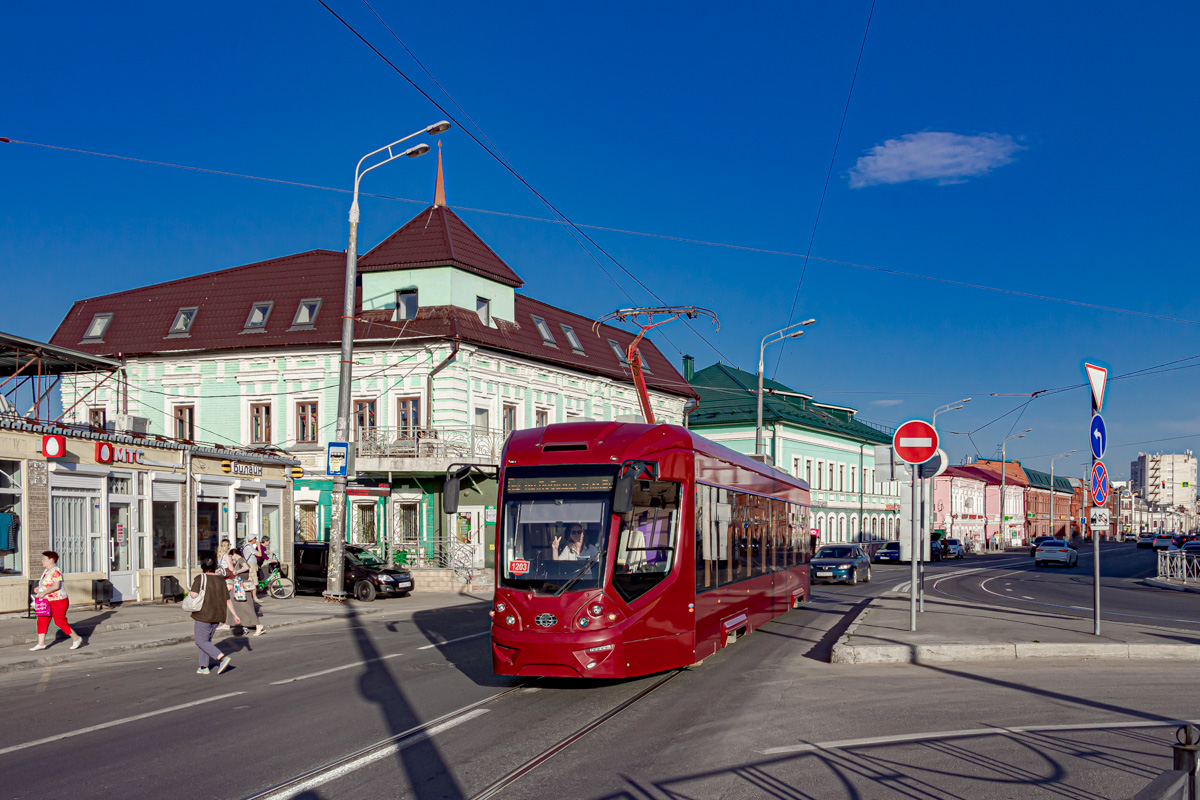
71-911 в Твери
- 71-911 в Казани
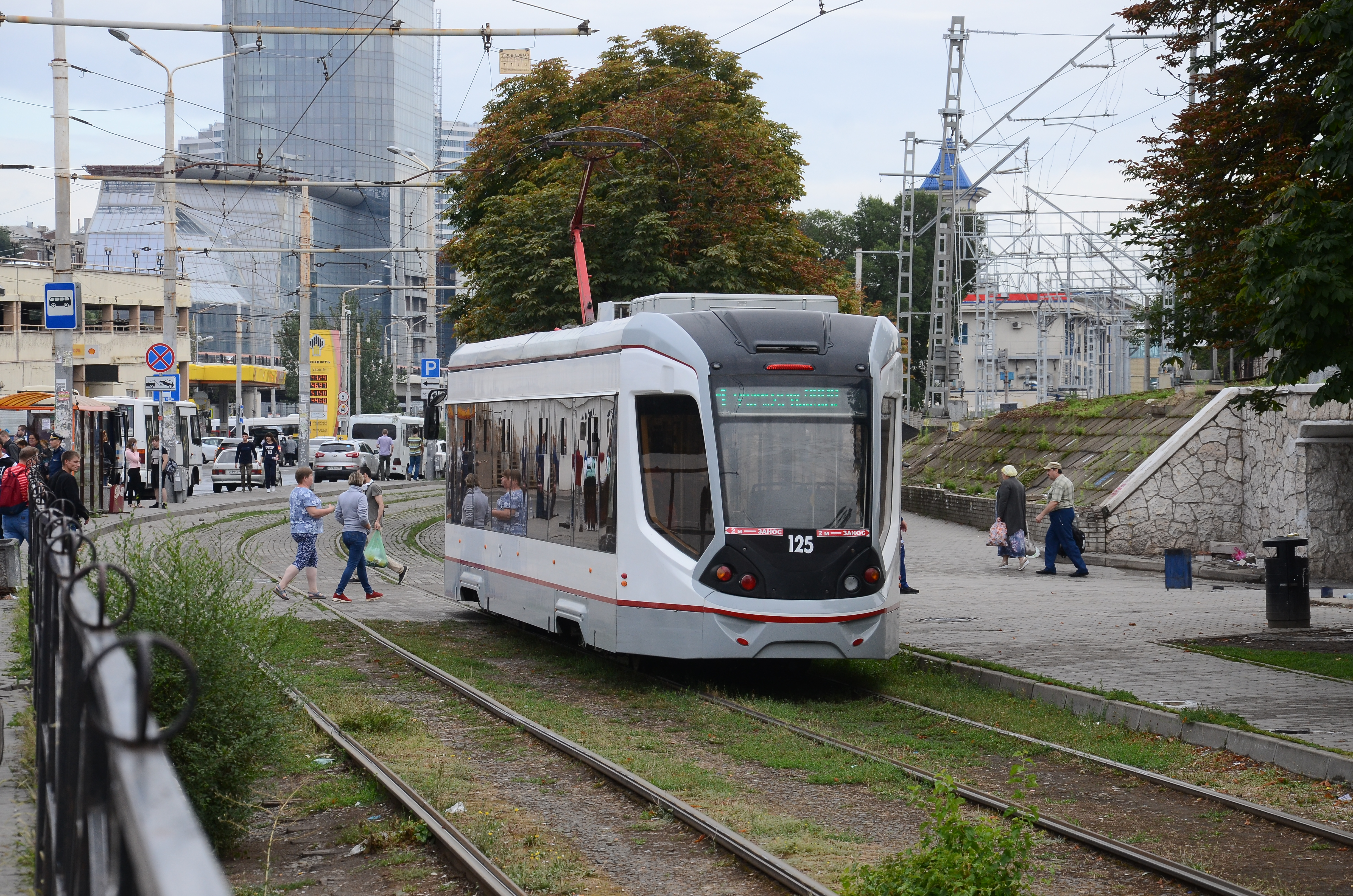
71-911E в Ростове-на-Дону
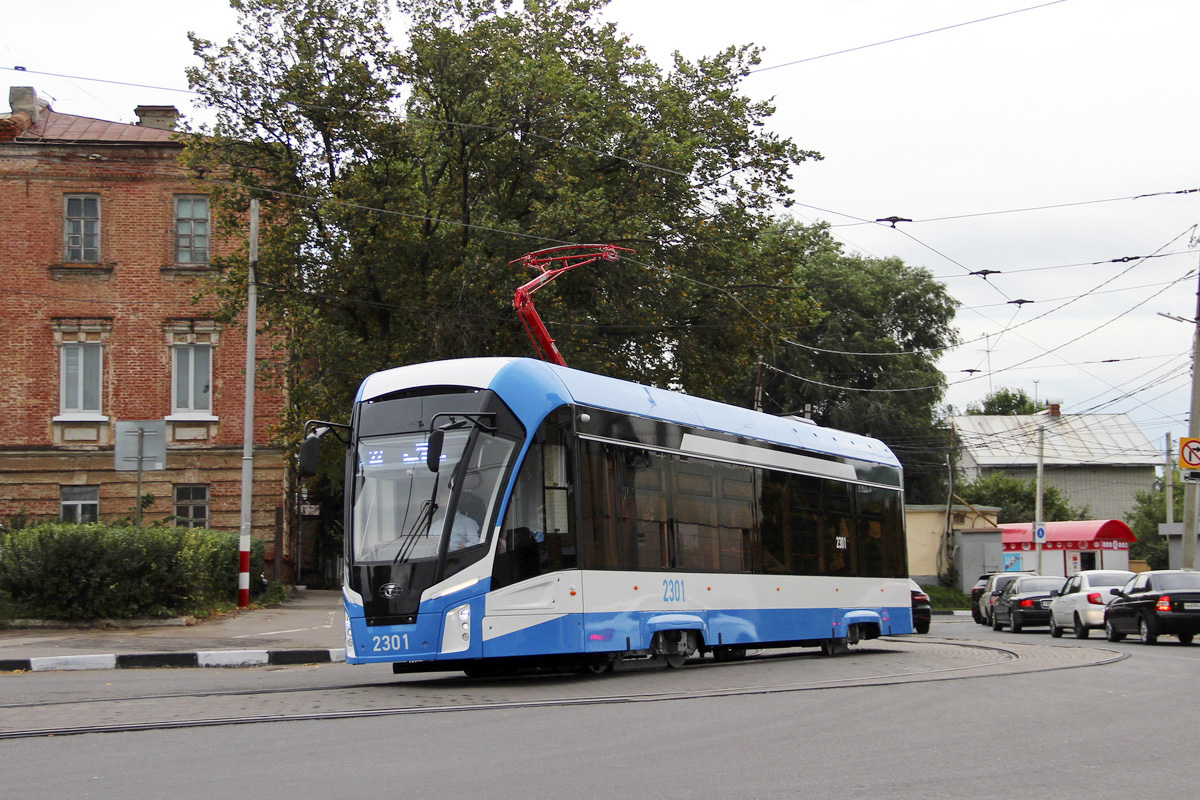
71-911ЕМ в Ульяновске
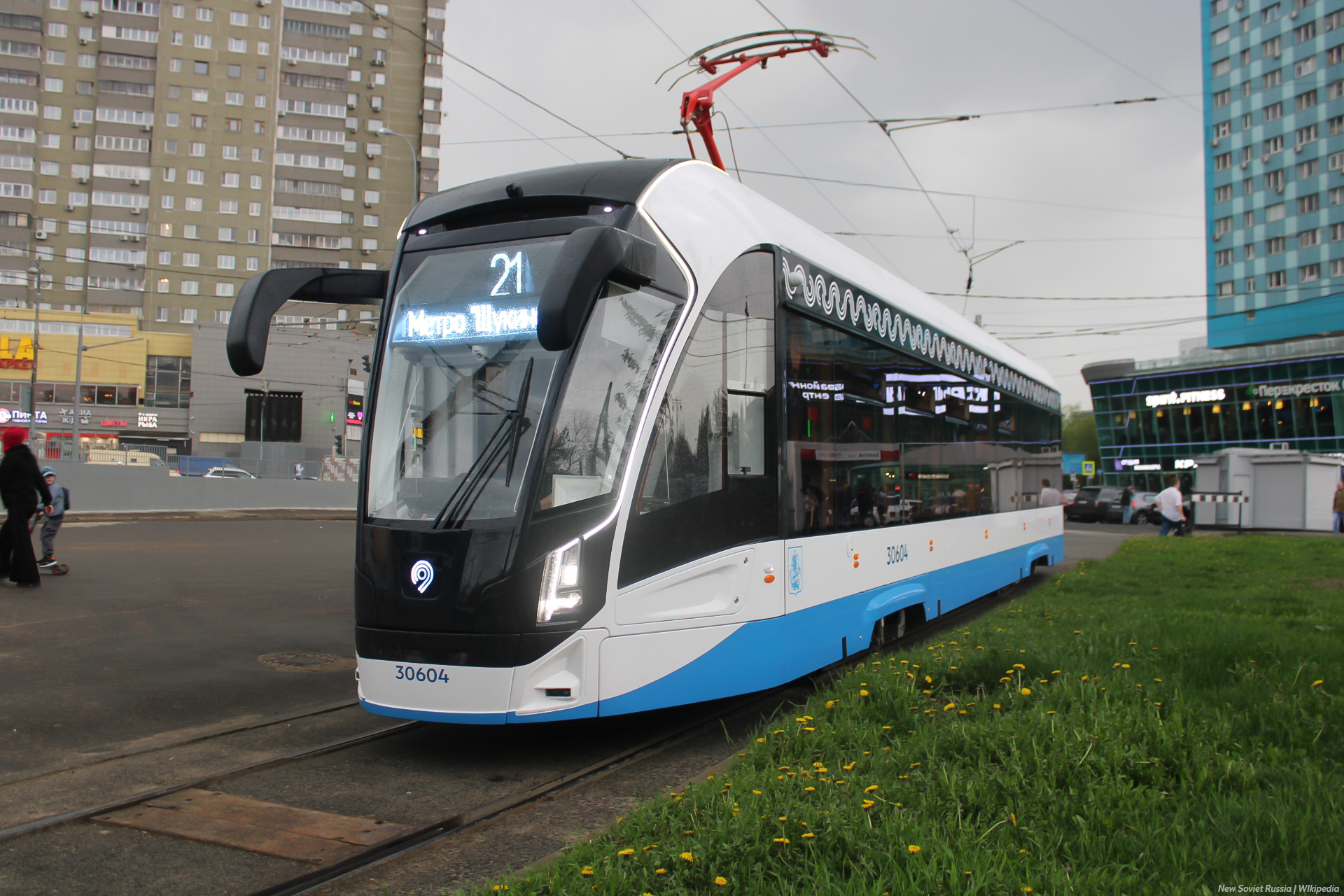
71-911ЕМ в Москве
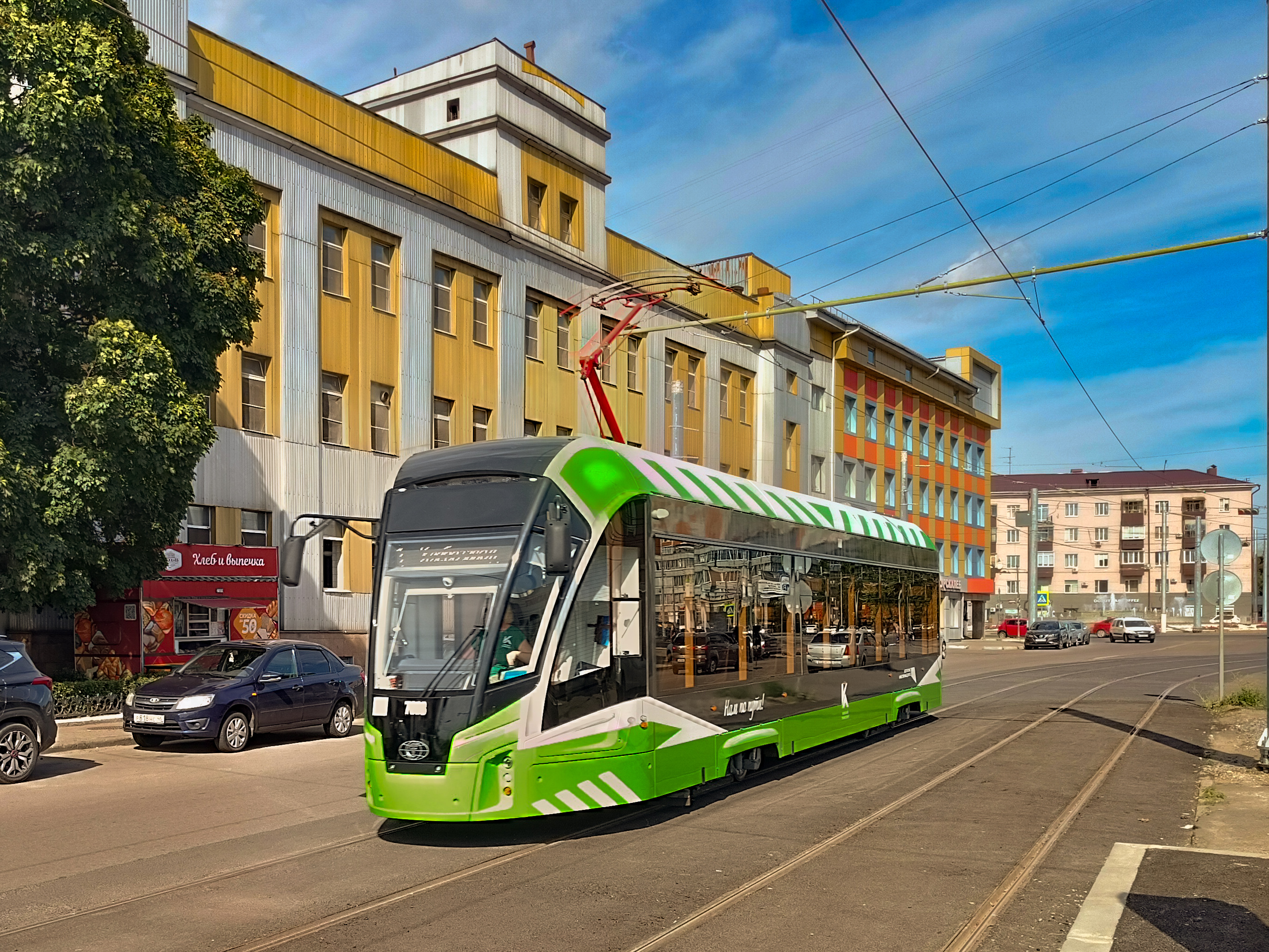
71-911ЕМ в Курске

## Участие в выставках
- «Иннопром». 9-12 июля 2014 года. (Екатеринбург)[22].
- «ЭкспоСитиТранс». 29 октября — 1 ноября 2014 года. (Москва)